# Rust en Vreugd (Soest)
Rust en Vreugd is een gemeentelijk monument in de gemeente Soest in de provincie Utrecht. 
De villa werd in 1916 gebouwd naar een ontwerp van de Baarnse architect C. Hartog. De nok van het wolfsdak staat haaks op de weg. Links in de asymmetrische voorgevel is een erker gebouwd. Op het dak van deze erker bevindt zich een balkon met balustrade. Rechts is een rondbogig inpandig portiek. Naast en boven deze deur zijn roedenverdelingen in de vensters gemaakt. Voor het kelderraam in de linkergevel zijn diefijzers aangebracht.